# Оже, Адриен-Виктор
Адриен-Виктор Оже́ (фр. Adrien Victor Auger; октябрь 1787, Сен-Валери-ан-Ко — 1854) — французский художник и гравёр.
Оже был учеником Жак-Луи Давида и неоднократно выставлял свои работы в парижском Салоне; был одновременно и художником, и гравёром.
Как гравёр наиболее известен серией своих гравюр, иллюстрирующих зубоврачебное искусство. Известна также его гравюра 1813 года под названием «La Chinoise de Province et son Magot, ou le Bon Goût transplanté». Самые известные его работы: «Saint Jean prêchant dans le désert» (1810); «La fête de la Saint-Louis dans un village de Normandie» (1824); «La Visite du Pasteur» (1832). Известны также два офорта и одна литография его авторства.

## Галерея

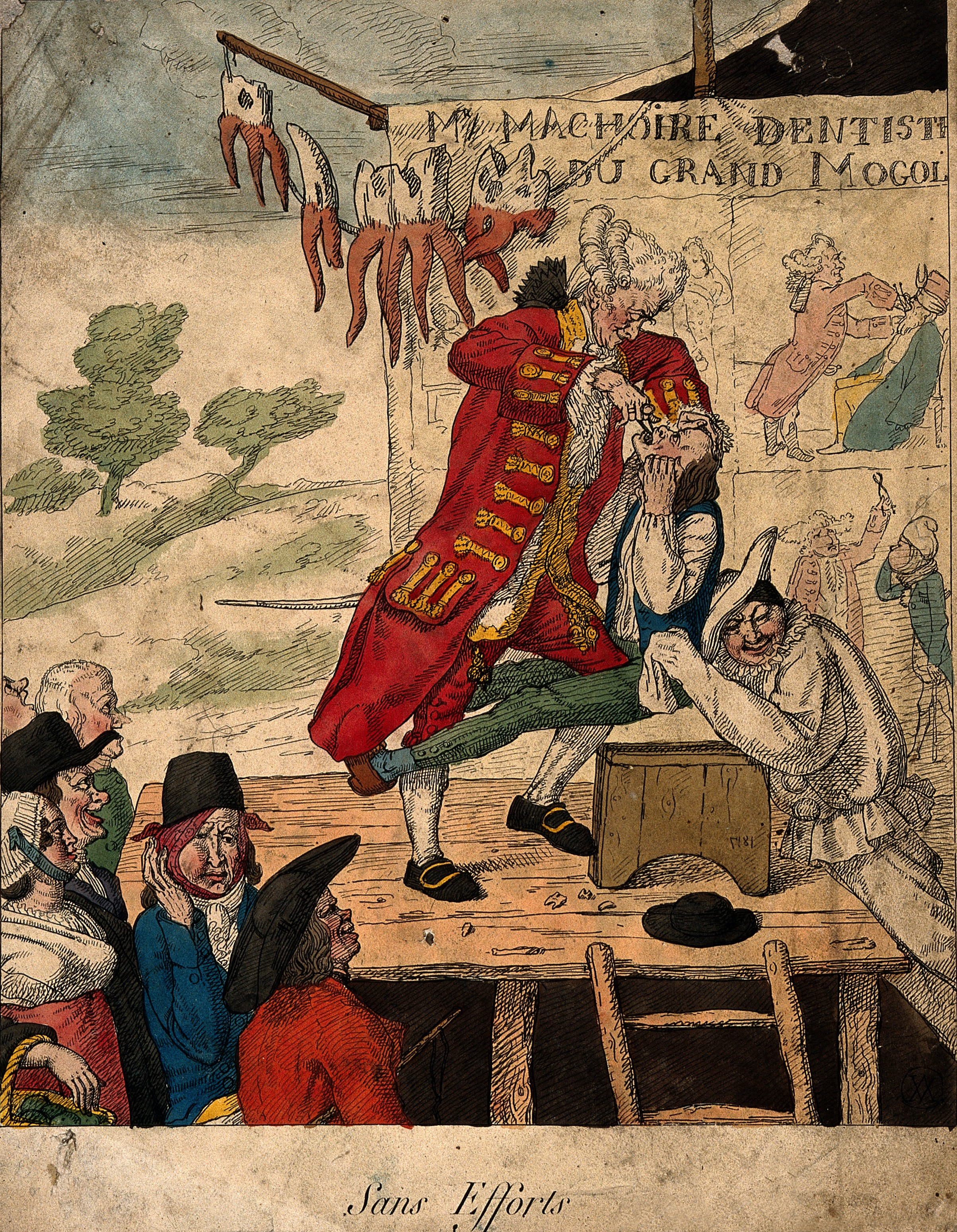